# Glasspinne
| Glasspinne |
| --- |
| En glasspinne. - Betydelse – pinne att hålla glass i - Material – oftast av bokträ - Alternativ betydelse – glass på pinne (pinnglass) |

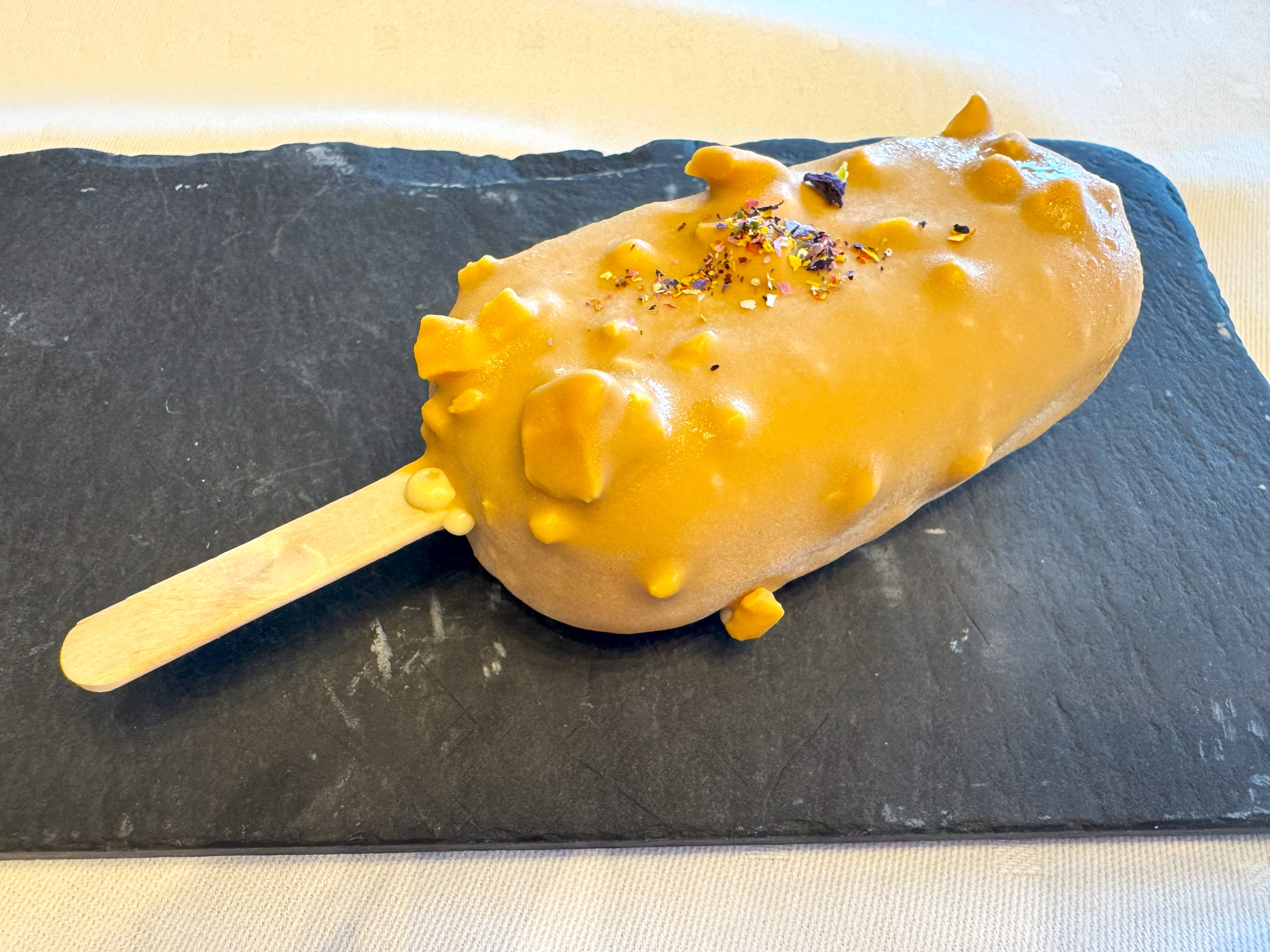
Chokladöverdragen gräddglass på pinne.

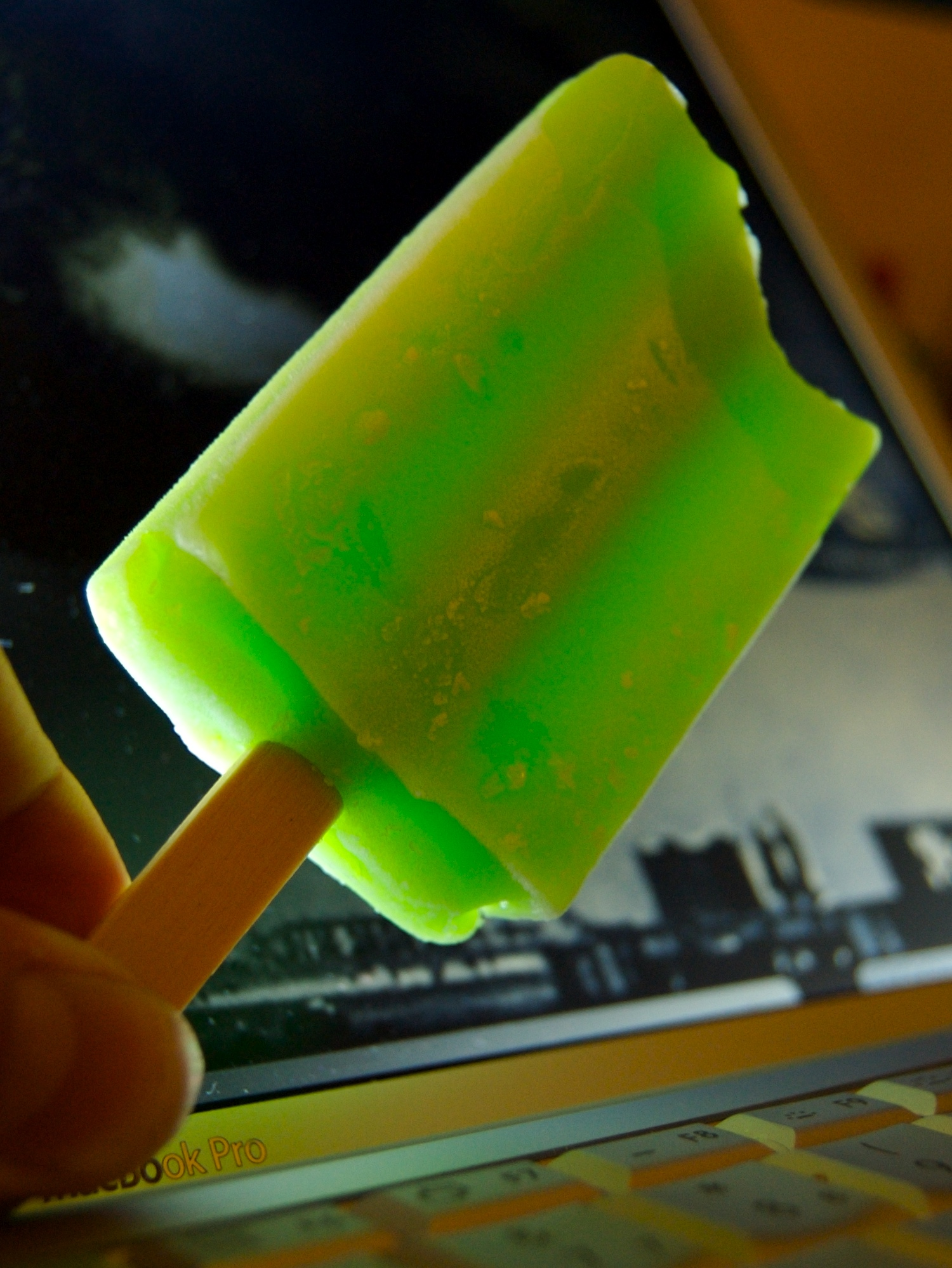
En isglass på pinne.

Glasspinnen är den pinne, oftast gjord i trä, som glassen är formad runt på pinnglassen. Glasspinnen tjänar som stöd och handtag då pinnglassen ämnar ätas utan tallrik, bägare eller strut. Glasspinnar i trä kan även användas vid pysselverksamhet och modellbyggen. I vardagsmun syftar ordet glasspinne ibland på pinnglass, det vill säga hela glassen, inklusive pinnen. 
Världens första dokumenterade pinnglass Eskimo Pie patenterades 1921 av C. Nelson i Iowa i USA. Ordet "glasspinne" finns belagt i svenska språket sedan 1933.

## Material och tillverkning
Det vanligaste materialet för glasspinnar är bok, delvis eftersom träet är hårt, hållfast och rakfibrigt. Man kan därför lätt tillverka glasspinnar som inte lätt bryts upp i stickor, till exempel under glassätandet. Dessutom är det en fördel att bokträet är smaklöst och därför inte påverkar smakupplevelsen av glassen.
I vissa fall kan glasspinnen dock vara gjord i plast eller något ätbart, ofta tuggummi. Pinnar i plast utgör ofta en liten leksak, exempelvis visselpipa.
Fram till år 2000 fanns Sveriges enda glasspinnefabrik i Arkelstorp norr om Kristianstad i Skåne. Verksamheten som startade på 1930-talet ägdes sedan 1975 av glasstillverkarna GB, Hemglass och Carlshamns glass. Sista produktionsåren producerade fabriken cirka en miljon glasspinnar per dag. Verksamheten upphörde dock 2000, och året efter förstördes större delen av fabriksbyggnaden av en brand.

## Exempel på kända svenska pinnglassar
- Magnum
- Nogger
- Piggelin
- Puck-glassar, bland annat Chokladpuck och Puckstång
- Solero
- 88:an